# Tournay-sur-Odon
Tournay-sur-Odon település Franciaországban, Calvados megyében. Lakosainak száma 332 fő (2018. január 1.). Tournay-sur-Odon Épinay-sur-Odon, Landes-sur-Ajon, Le Locheur, Noyers-Bocage, Parfouru-sur-Odon, Vacognes-Neuilly és Noyers-Missy községekkel határos.

## Népesség
A település népessége az elmúlt években az alábbi módon változott:
| Lakosok száma | 217  | 209  | 269  | 263  | 346  | 365  | 367  | 357  | 338  | 332  |
|               | 1968 | 1975 | 1982 | 1990 | 1999 | 2011 | 2013 | 2015 | 2017 | 2018 |